# Trilla a yegua suelta
La trilla a yegua suelta es un deporte ecuestre típico de Chile practicado en los meses de verano. Su objetivo es que una «collera» —integrada por dos huasos montados sobre caballos chilenos— arree coordinadamente a una manada de yeguas chilenas que pisotean gavillas de trigo para separar la paja del grano dentro de un corral circular llamado era. Son organizadas por las Municipalidades de Chile y la celebración incluye otras tradiciones campesinas, como misa y casamiento a la chilena, carrera de perros galgos, rodeos y comidas típicas, entre otras. Un claro ejemplo de esta tradición es la Trilla a Yegua Suelta de Huerta de Maule en San Javier de Loncomilla, que se ha consolidado como una de las comunas que mantiene vivas e intactas las tradiciones del campo chileno.
Esta era una antigua técnica de trilla del trigo y otras especies que se empleaba en América del Sur, Europa, Egipto, el Cercano Oriente y otras regiones del mundo donde se cultivaba el trigo, la cebada y demás cereales de invierno. Se usaban yeguas y caballos. Actualmente, esta actividad se efectúa mecánicamente con trilladoras o cosechadoras. En la región pampeana argentina se denominaba trilla a pata de yegua. La misma se dejó de usar al mecanizarse estas tareas durante la década de 1870.

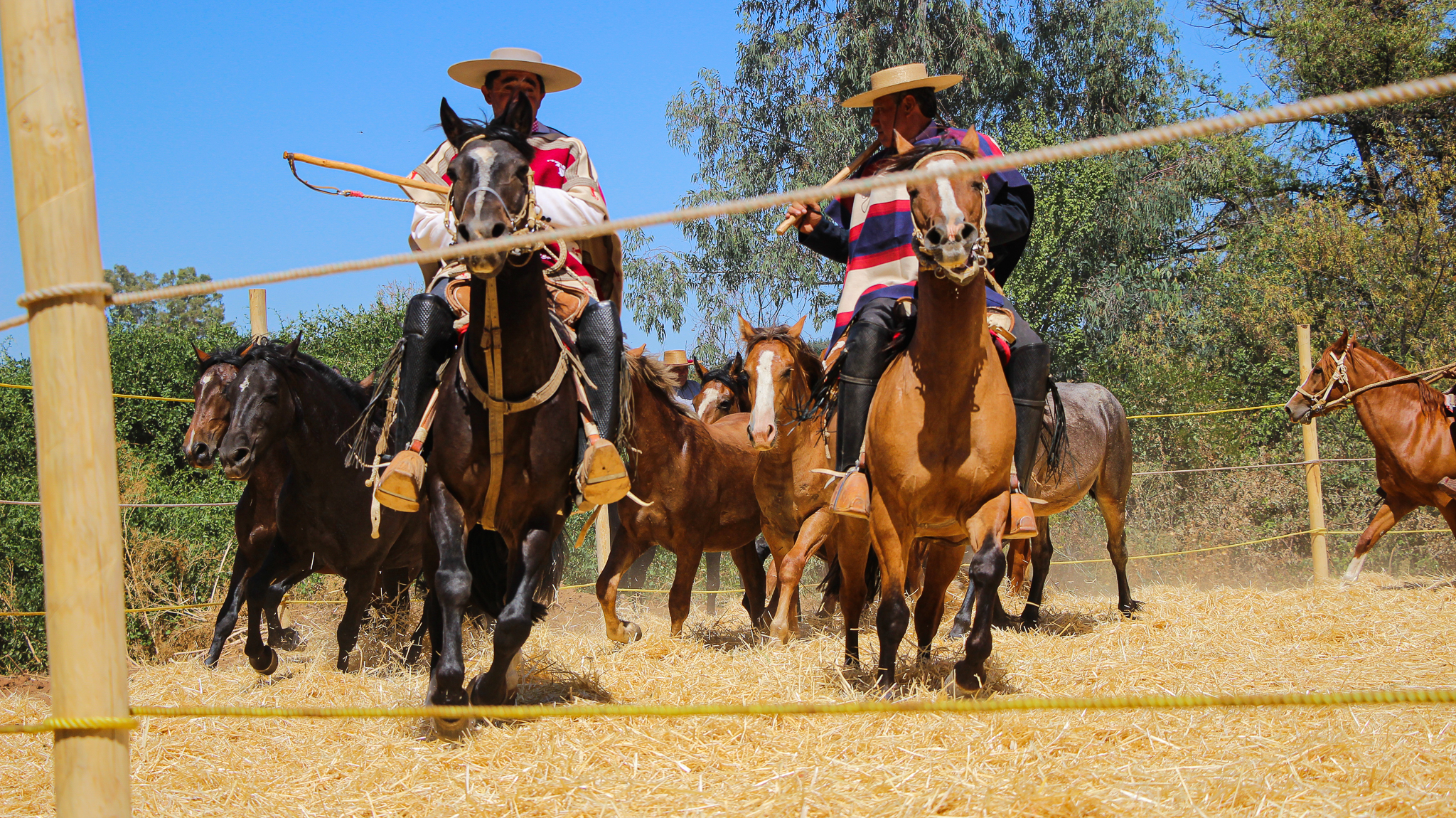

## Descripción
La causa de esta actividad se remonta a donde se realizaban las reconocidas “culvenas”, la que significa limpiar el sector de un cerro, para así sembrar trigo. Antiguamente la tierra se preparaba con bueyes, los que ahora son reemplazados por caballos, se cosecha el trigo manualmente con echonas, realizando las gavillas de trigo, las que se amarran con una planta llamada “cola del diablo”. Luego, estas se llevan a la era —espacio preparado para dejar la gavilla—, donde se junta realizando un cerro de trigo, para que después, los horqueteros —agricultores— dispersen lentamente las gavillas con horquetas. Cuando está todo listo, se inicia con el izamiento de la bandera chilena en el centro, cantando el himno nacional.
Tras esta serie de preparativos, comienza, en donde el yegüerizo (persona que dirige la trilla), da la señal para que entren las yeguas a la era y tras ellas una collera, estos harán que entre 10 o 12 yeguas giren en la era, ellas van corriendo y al pisar las gavillas se va separando la paja del grano, para obtener el trigo. Giran por un lapso de 7 a 9 vueltas en la era en un sentido y luego el yegüerizo da una señal para que paren de correr, en ese instante el yegüerizo guía a las yeguas y las hace girar para que corran en el sentido contrario, entrega las yeguas a los corredores nuevamente y esto se repite por cuatro veces. Para que posteriormente descansen las yeguas. Pasado algún tiempo una nueva collera entra a la era con las yeguas y se repite la trilla. Finaliza con la premiación a las mejores colleras y horqueteros de la jornada.

## Historia

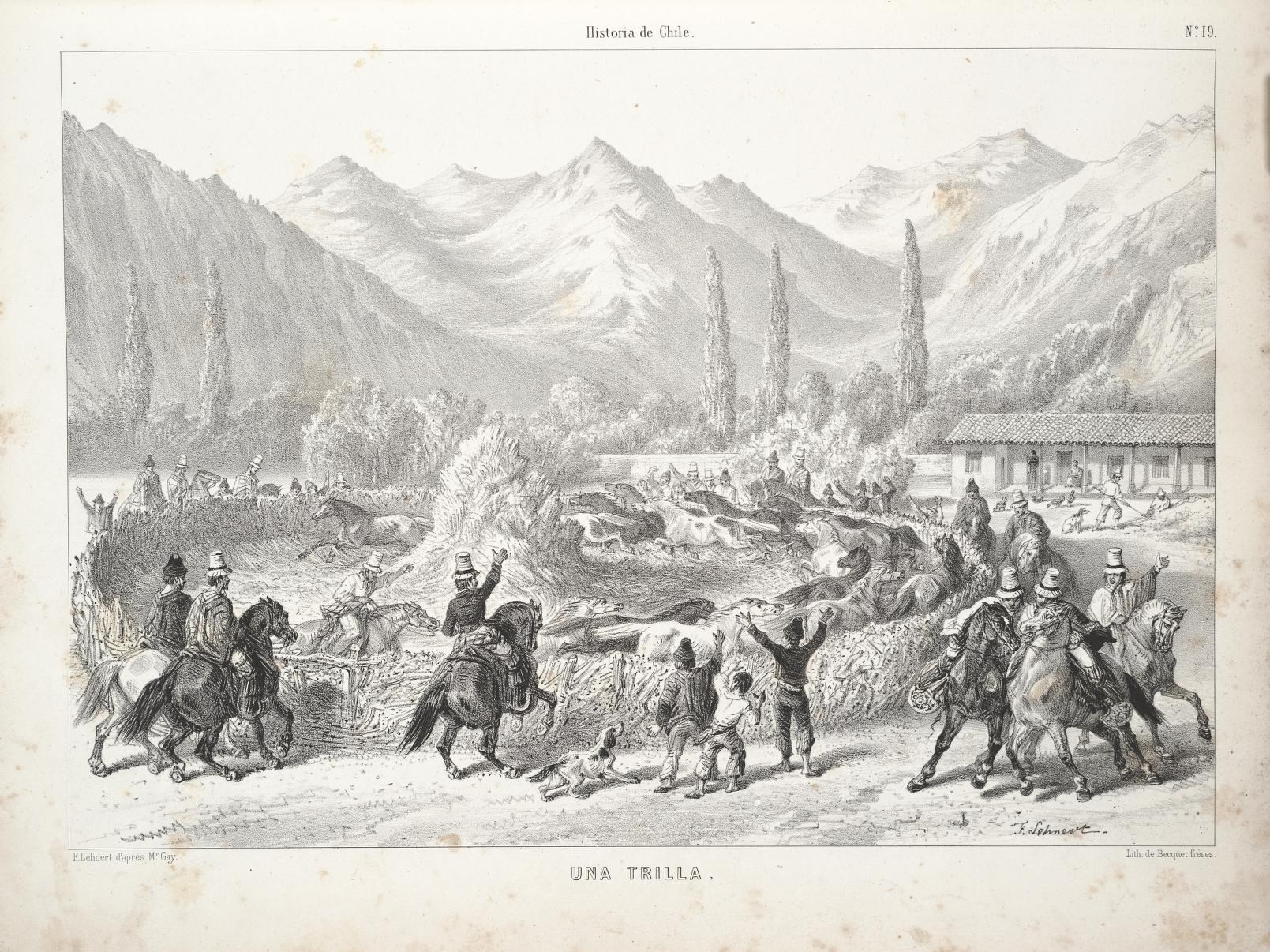
Una trilla, ilustración de Claudio Gay (1854).

La trilla mediante pisoteo de animales era practicada en el Antiguo Egipto y en la Antigua Roma, donde ocupaban bueyes y yeguas para la actividad. Posteriormente, se introdujo en España, de donde se llevó a América. En Chile, se comenzó a realizar la trilla a yegua suelta durante la Colonia y se mantuvo hasta mediados del siglo XX, cuando comenzaron a ser reemplazadas por máquinas que hacían más eficiente el trabajo. Sin embargo, a fines de ese mismo siglo, se comenzó a recuperar como una tradición en las zonas rurales de Chile.

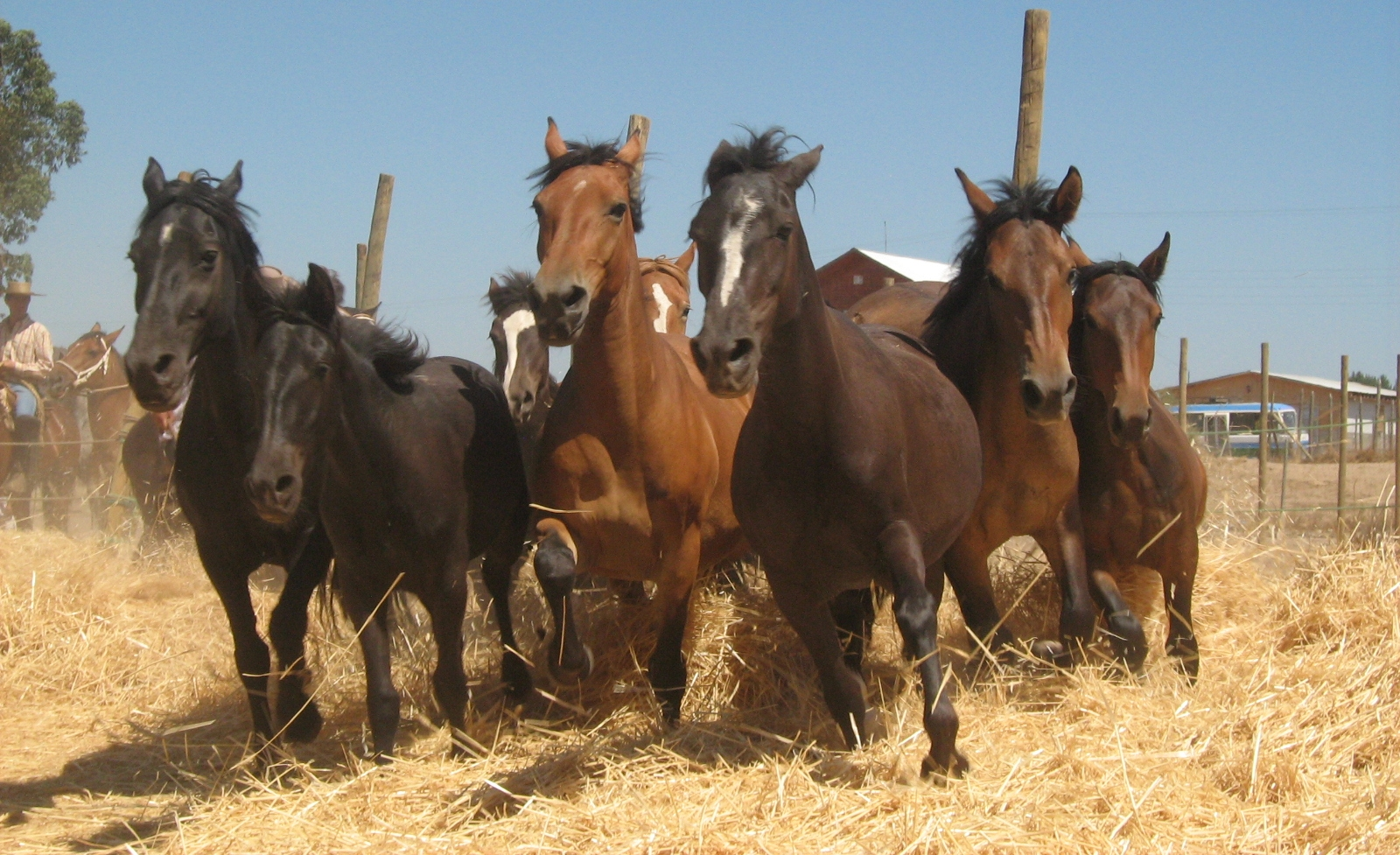
Trilla a yegua suelta en Pencahue.

Antiguamente, la trilla era una fiesta que reunía a patrones y obreros. Consistía en que unas yeguas pisoteaban las gavillas del trigo y eran arreadas por jinetes, quienes las hacían correr en círculo. Era una fiesta donde los huasos lucían sus mejores caballos y sus más vistosas mantas. En las zonas pobres, al no disponer de suficientes yeguas, cada propietario las conseguía en una minga o mingaco y el beneficiado debía retribuir financiando la fiesta. Actualmente, la trilla se mantiene en algunos rincones del país, pero solo como una forma de conmemorar y recordar esta antigua tradición que fue superada en la mayoría de los campos chilenos por la llegada de la mecanización de la cosecha del trigo.
En Argentina, esta trilla se realizaba mediante yeguas de propiedad de un contratista, el yeguarizo como se lo denominaba, que con su tropilla iba de era en era en la época de cosecha. Dado que las yeguas se usaban exclusivamente para procreación —pues el criollo montaba exclusivamente caballos machos—, el empleo de estos animales en la trilla no interfería en el uso de los caballos.

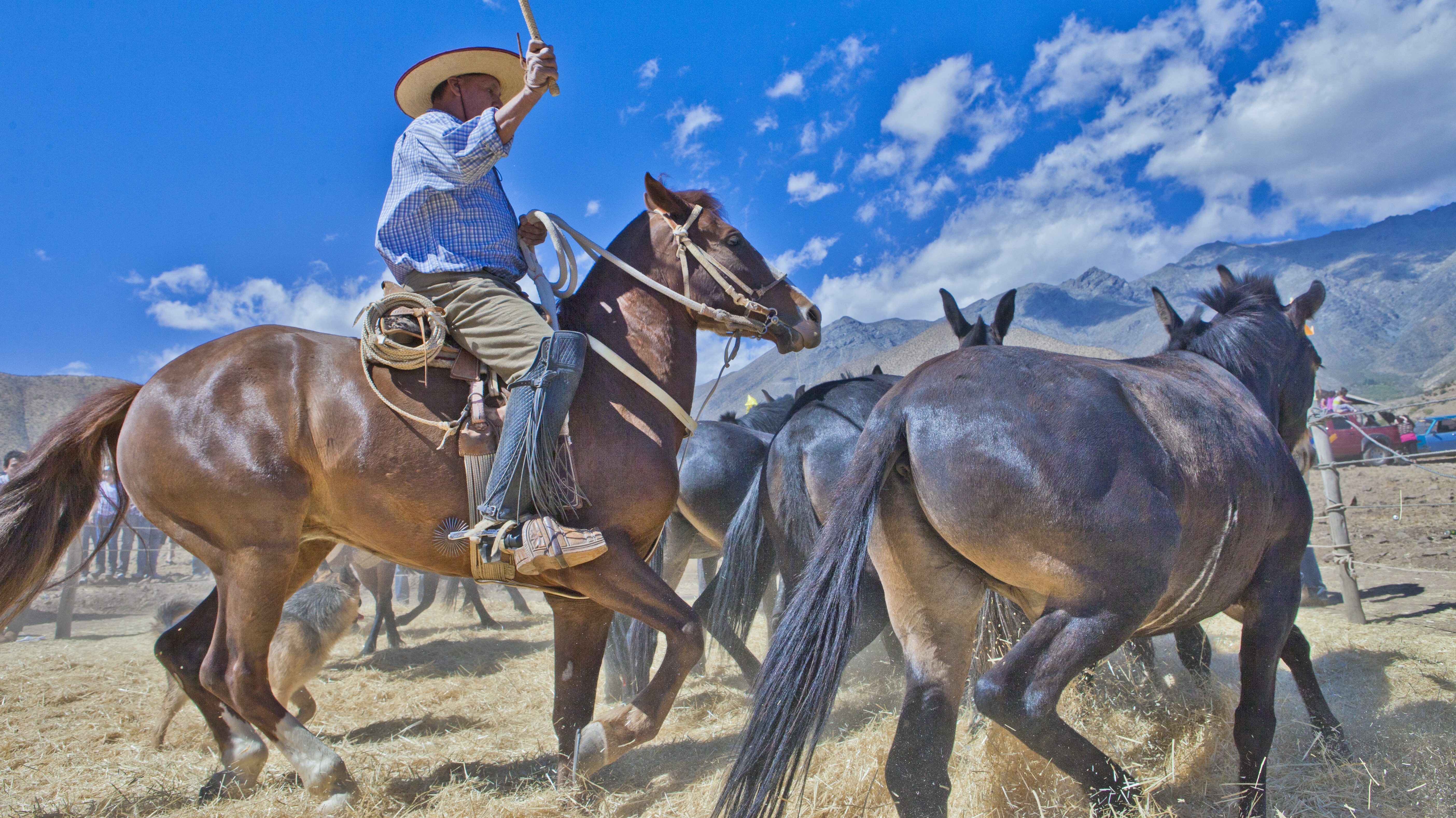
Trilla a yegua suelta de exhibición.

La cantidad de yeguas que poseían los yeguarizos variaba mucho. Durante la trilla era necesario reemplazar las yeguas que se cansaban por lo que se hacían varias encierros durante el día. También, de cuarto en cuarto de hora se cambiaba el sentido del giro para evitar el mareo de los animales. La trilla a pata de yegua requería por lo menos unos de 6 a 10 hombres: uno o dos horquilleros sobre la parva, 3 a 5 horquilleros que extendían la mies a ser pisada por los caballos, uno o dos azotadores, los jinetes que arreaban las yeguas y el yeguarizo que en la puerta de la era dirigía el trabajo ordenando la salida de las yeguas cansadas y la entrada de las de refresco. En un día de trabajo se podían trillar parvas de alrededor de 170 fanegas.
Terminada la trilla de la parva se acordonaba el trigo, se tapaba con cueros y cuando el tiempo era propicio (generalmente en las horas de viento de las madrugadas) se aventaba, zarandeaba y embolsaba.  Todas estas tareas las realiza simultáneamente la trilladora, que en Argentina comenzó a importarse en la década de 1870. Hacia fines del siglo XIX la trilla a pata de yegua sólo fue un recuerdo de tiempos pasados.
En otros países o lugares donde no se disponía de muchos caballos, los animales se arreaban a pie o mediante un hombre parado en el centro de la era que los manejaba mediante riendas. En este caso era necesario extender la mies por la era antes de comenzar con la trilla.